# سوزان سومرز
سوزان سومرز (بالإنجليزية: Suzanne Somers)‏ (ولدت سوزان ماري ماهوني، 16 أكتوبر 1946 - 15 أكتوبر 2023) ممثلة، ومؤلفة، مغنية، سيدة أعمال ومتحدثة صحية أمريكية. شخص الأطباء إصابتها بسرطان علاجه متعذر منتشر في كامل جسمها، ولكنها سرعان ما شفيت بشكل إعجازي ونشرت قصتها في كتابها
تحت عنوان knockout الذي أثار العديد من ردات الفعل والجدل.
كتب سوزان سومرز أكثر من 25 كتابًا، بما في ذلك سيرتين ذاتيتين وأربعة كتب عن النظام الغذائي وكتاب شعر. كانت معروفة أيضًا بالإعلان عن جهاز ThighMaster، وهو جهاز تمرين. في حين أن 14 من كتبها كانت من أكثر الكتب مبيعًا وركز معظمها على الصحة والرفاهية، فقد انتقد الأطباء ترويجها للعلاج البديل بالهرمونات الحيوية والعلاجات البديلة للسرطان.

## نشأتها
ولدت سوزان ماري ماهوني في سان برونو، كاليفورنيا، في 16 أكتوبر 1946، وهي الثالثة من بين أربعة أطفال في عائلة كاثوليكية أيرلندية أمريكية من الطبقة العاملة. كانت والدتها، ماريون إليزابيث، سكرتيرة طبية، وكان والدها فرانسيس ماهوني عاملًا وبستانيًا. مسناً مدمنًا على الكحول، وغالبًا ما كانت سومرز تشعر بالقلق من تعنيفها. ما يؤدي إلى تتبول سومرز في الفراش حتى سن 12 عامًا، مما أدى إلى تعرضها لمزيد من الإساءة من والدها.

## روابط خارجية
- الموقع الرسمي
- سوزان سومرز على موقع IMDb (الإنجليزية)
- سوزان سومرز على موقع روتن توميتوز (الإنجليزية)
- سوزان سومرز على موقع ألو سيني (الفرنسية)
- سوزان سومرز على موقع ميوزك برينز (الإنجليزية)
- سوزان سومرز على موقع أول موفي (الإنجليزية)
- سوزان سومرز على موقع قاعدة بيانات برودواي على الإنترنت (الإنجليزية)
- سوزان سومرز على موقع قاعدة بيانات برودواي على الإنترنت (الإنجليزية)
- سوزان سومرز على موقع قاعدة بيانات الأفلام السويدية (السويدية)
- سوزان سومرز على موقع إن إن دي بي (الإنجليزية)
- سوزان سومرز على موقع ديسكوغز (الإنجليزية)